# 昔骨正
昔骨正（?—?），一作忽爭，是朝鮮三國時代新羅的王族、官员，昔氏。

## 生平
昔骨正的是新罗第9代君主伐休尼師今的长子，第11代君主助賁尼師今、第12代君主沾解尼師今的父亲。根据《三国史记》记载，他被父亲封为王太子。196年（伐休尼师今十三年）四月，伐休尼师今去世，昔骨正和二弟昔伊買都早逝。昔骨正的儿子助賁、沾解年幼，于是由昔伊買的儿子昔奈解即位，就是新罗第10代君主奈解尼師今。230年（奈解尼师今三十五年），奈解尼师今去世，助賁即位。247年（沾解尼師今元年），沾解尼師今即位，七月，謁始祖廟，封父骨正爲世神葛文王。

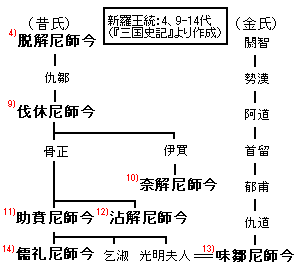
三国史记中的新罗国世系

## 家庭

### 祖父
- 昔仇鄒

### 父
- 伐休尼師今

### 妻
- 玉帽夫人金氏，仇道葛文王之女

### 子女
- 助賁尼師今
- 沾解尼師今
- 昔氏，助賁王之妹，奈解尼師今的妃红帽夫人